# 孔戈尼亚斯的仁慈耶稣圣殿
孔戈尼亚斯的仁慈耶稣圣殿（葡萄牙语：Santuário de Bom Jesus de Matosinhos；英语：Sanctuary of Bom Jesus do Congonhas）是一座罗马天主教的宗座圣殿，位于巴西米纳斯吉拉斯州的孔戈尼亚斯，在该州首府贝洛奥里藏特以南90公里。 
该堂由18世纪葡萄牙探险家Feliciano Mendes出资，由著名的巴洛克风格建筑师、雕塑家安东尼奥·弗朗西斯科·里斯本（Antônio Francisco Lisboa，又名阿莱亚迪尼奥，Aleijadinho）设计，这里的旧约十二先知雕塑被认为是他最好的作品之一。
1957年7月26日，教宗庇护十二世将其升格为宗座圣殿。1985年，该堂被联合国教科文组织列为世界遗产。 

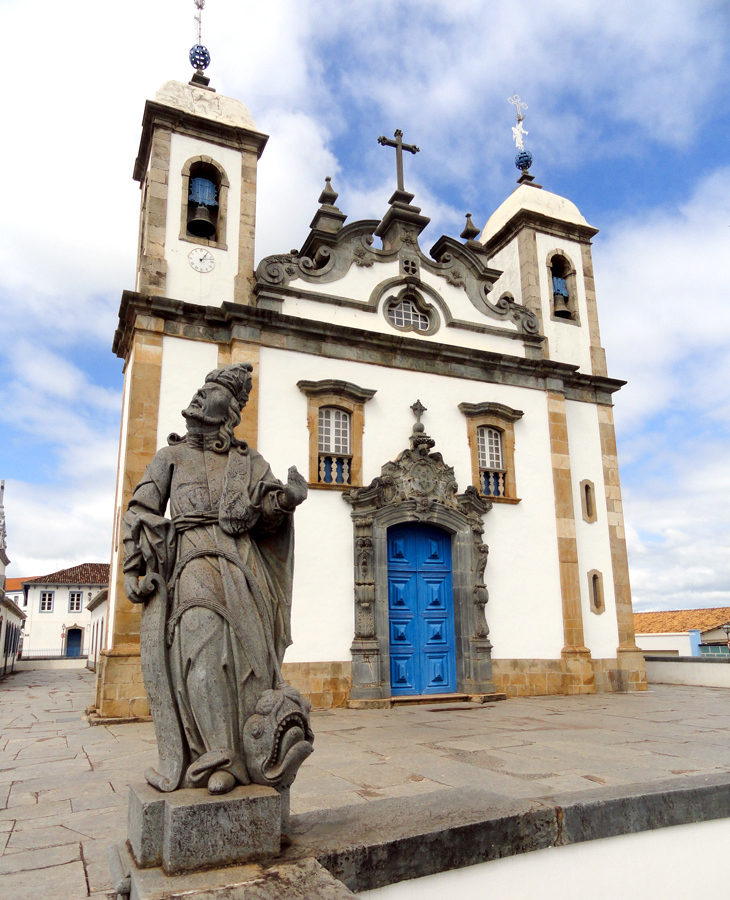
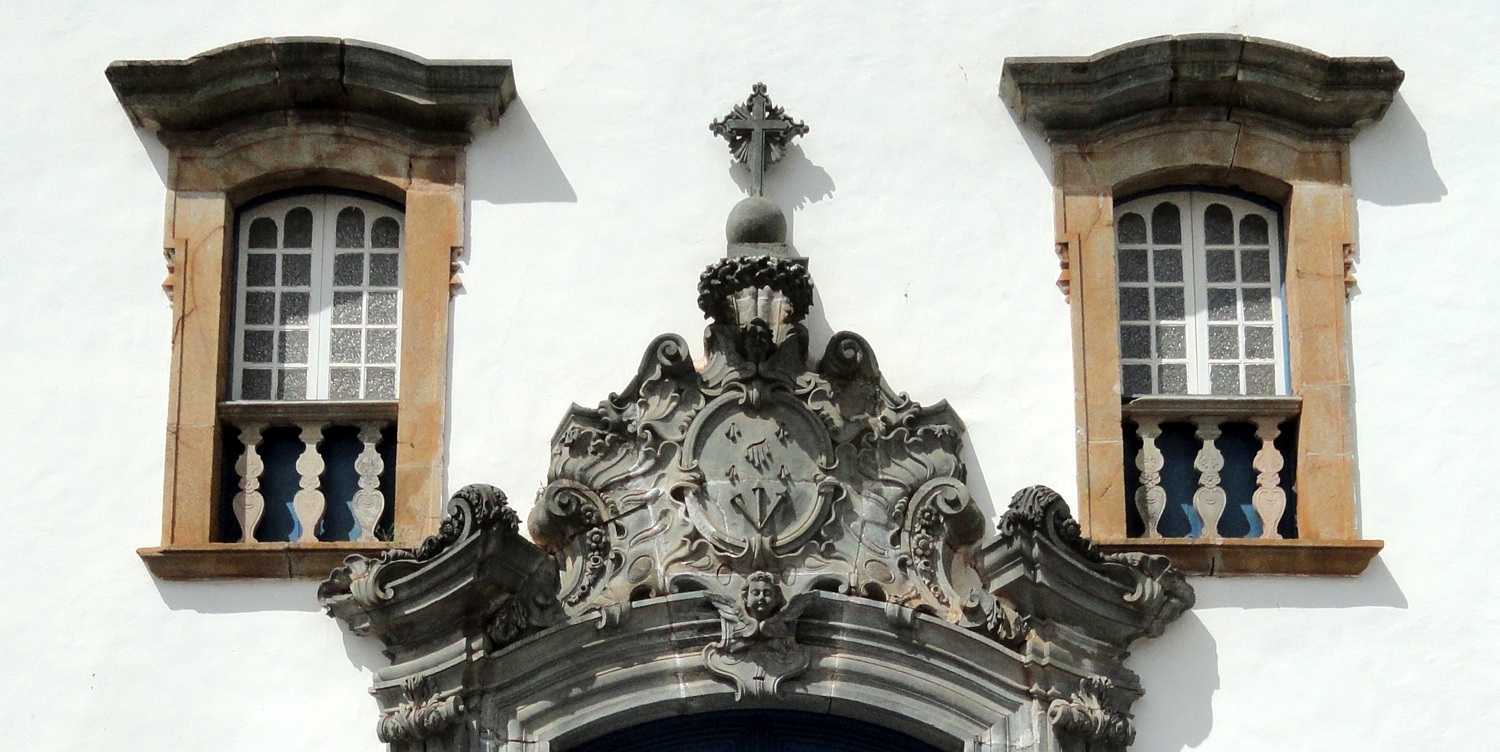
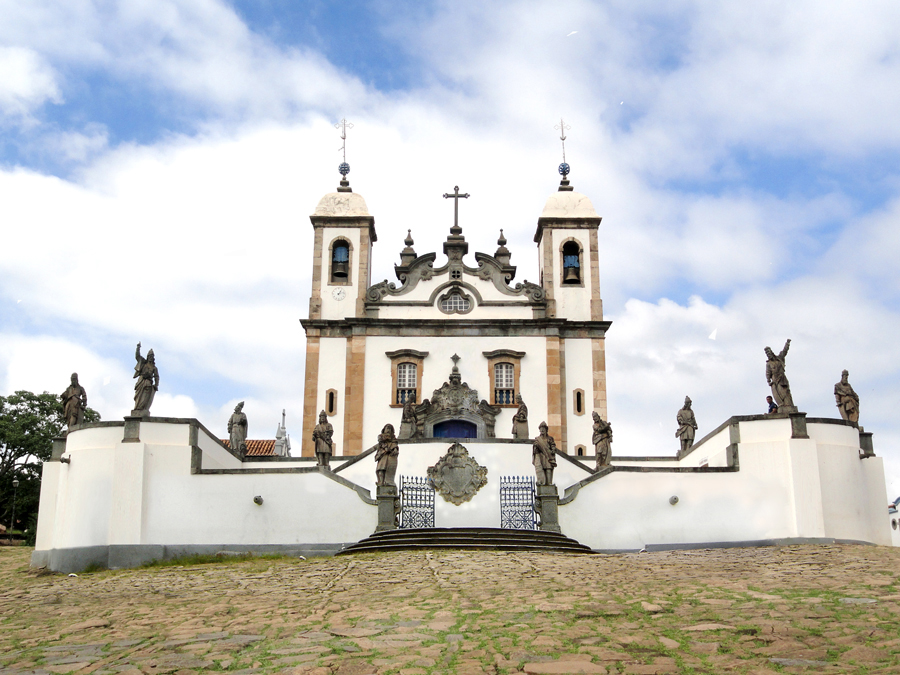
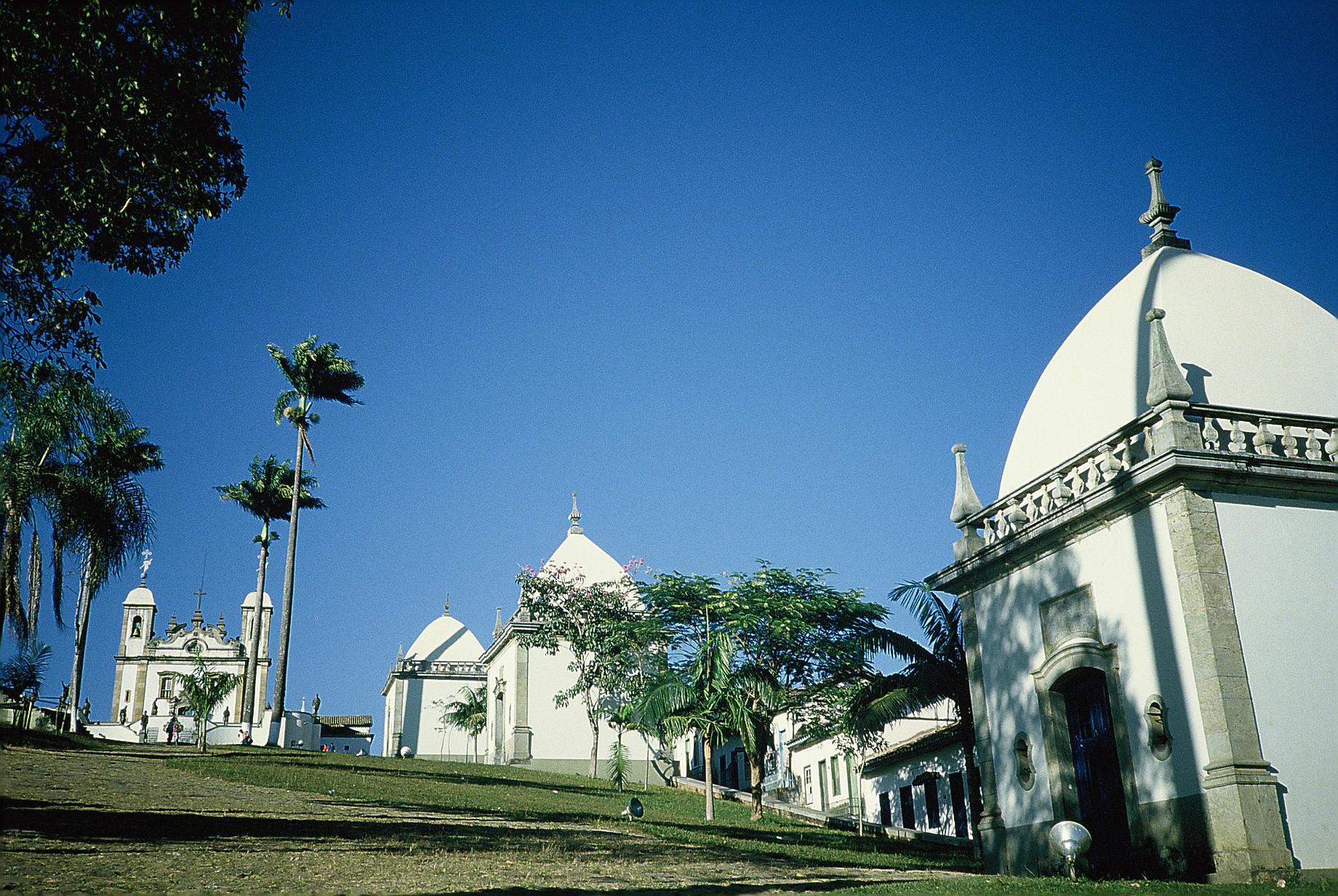
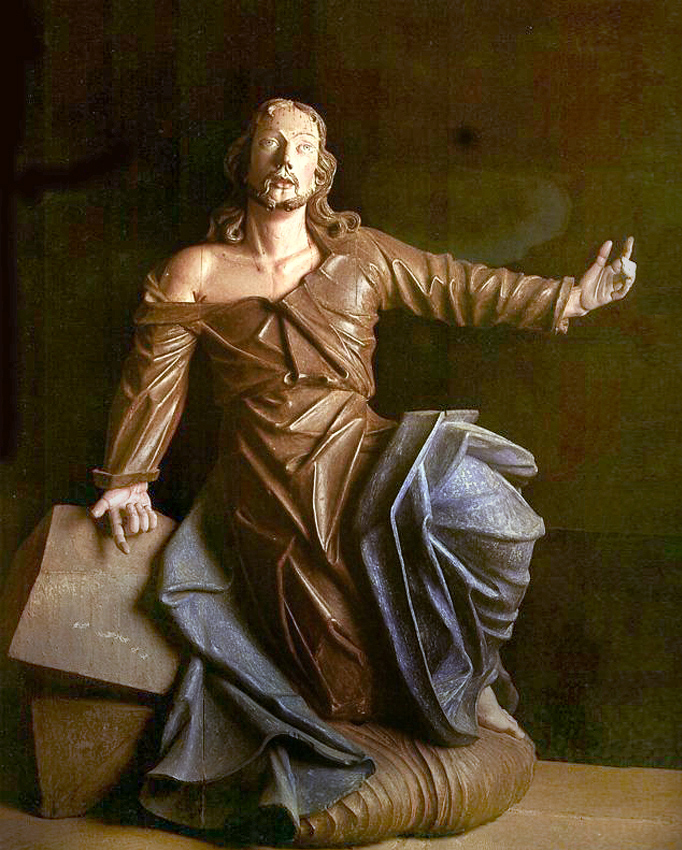
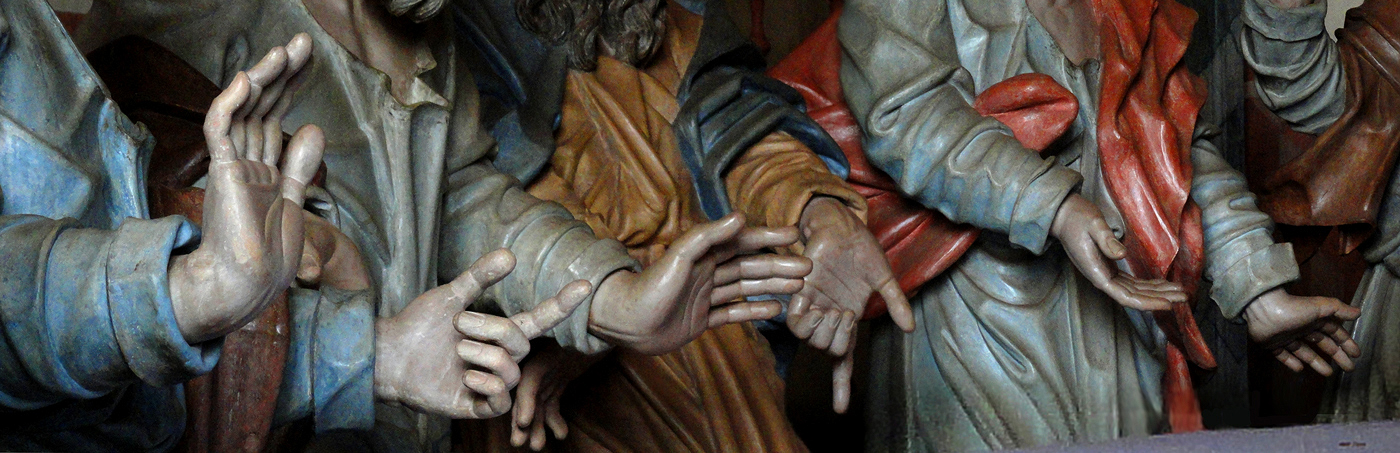
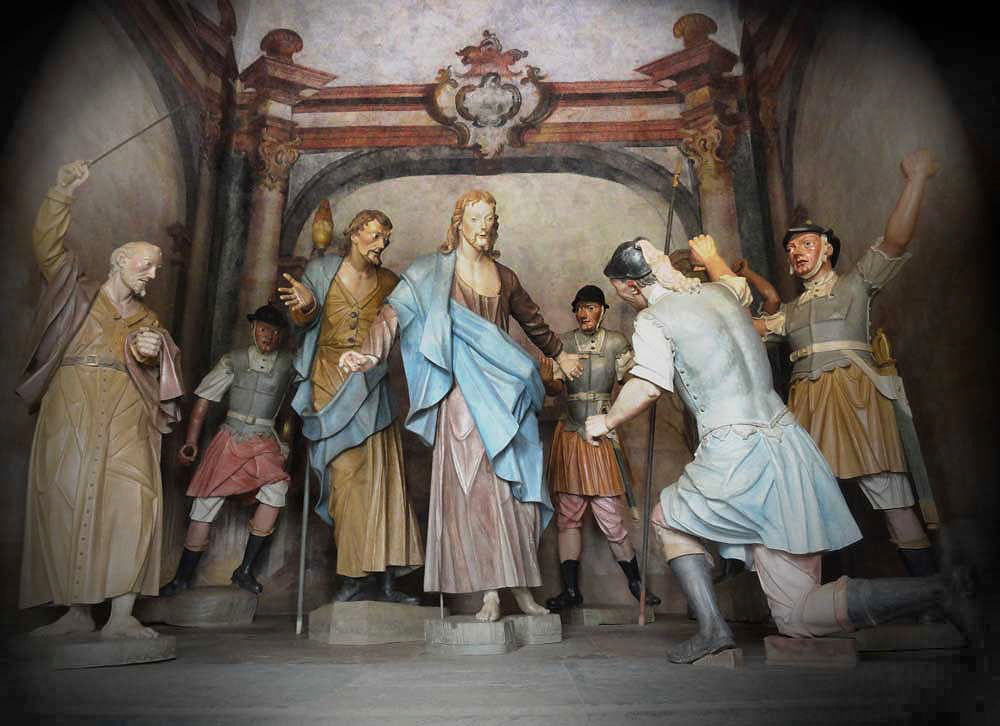
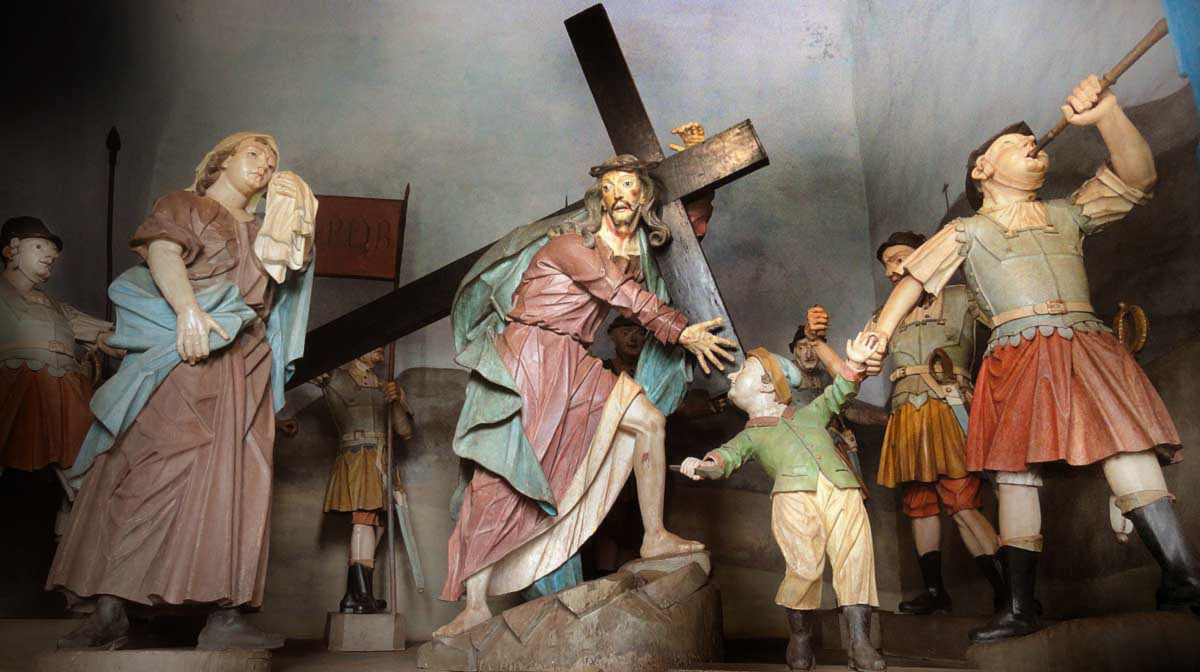
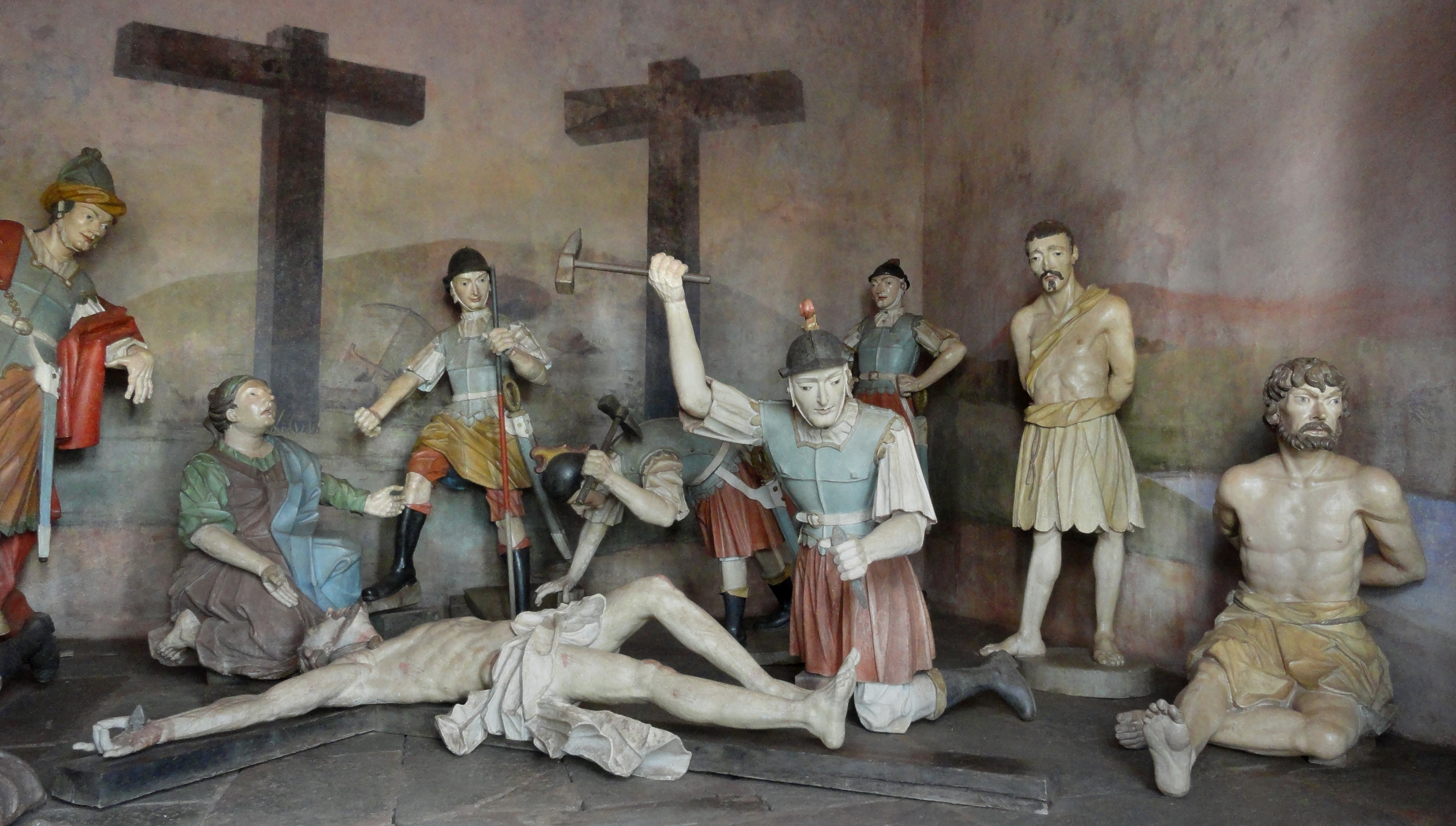
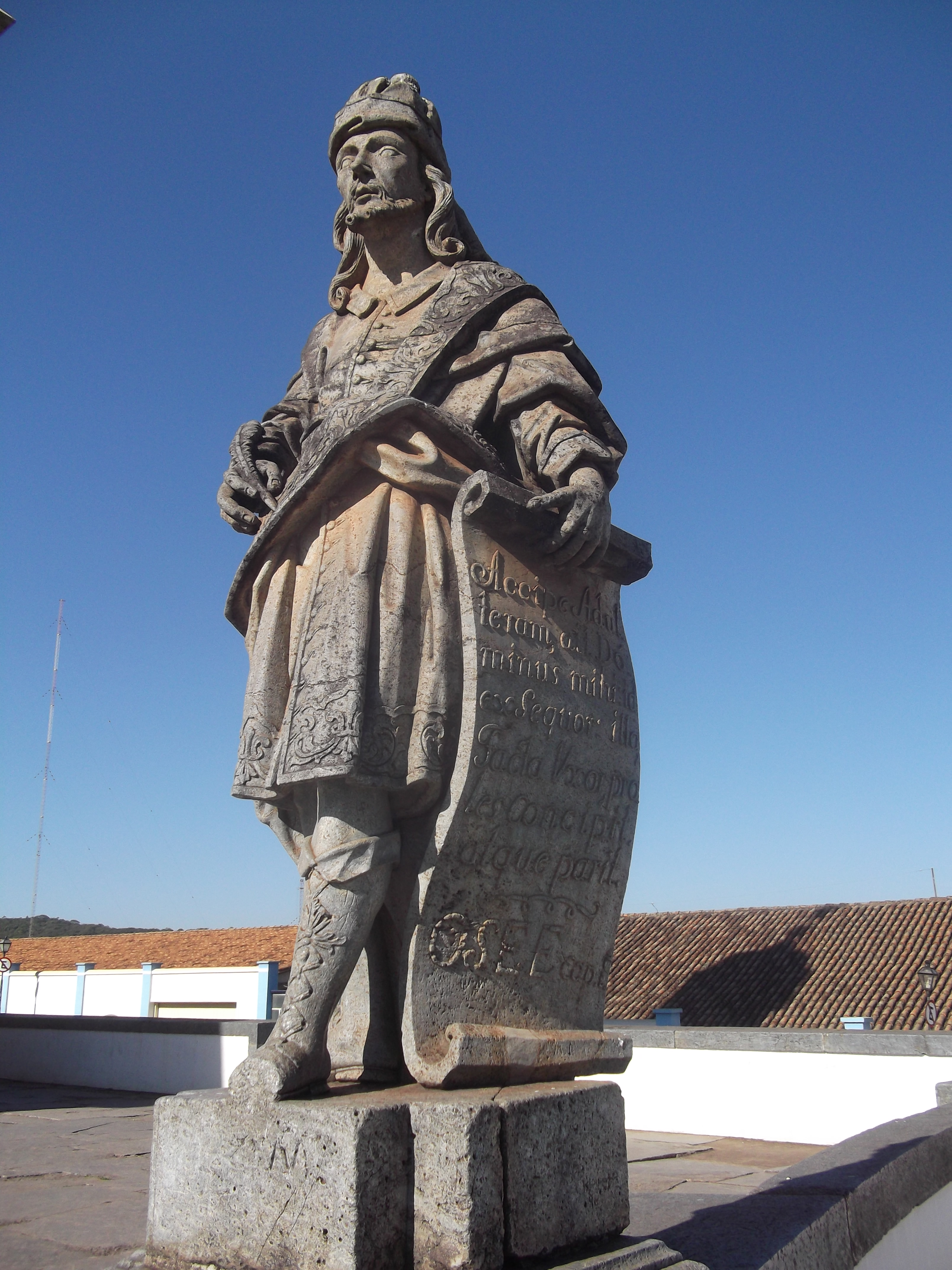
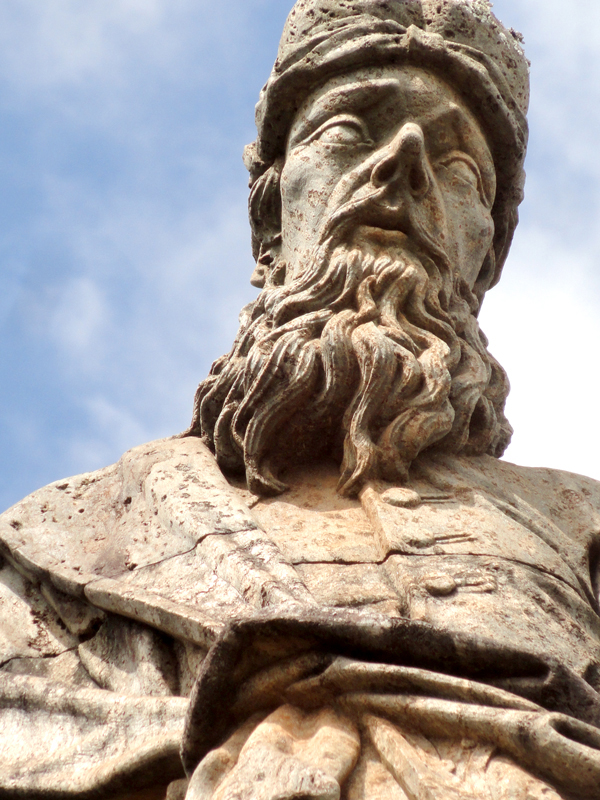
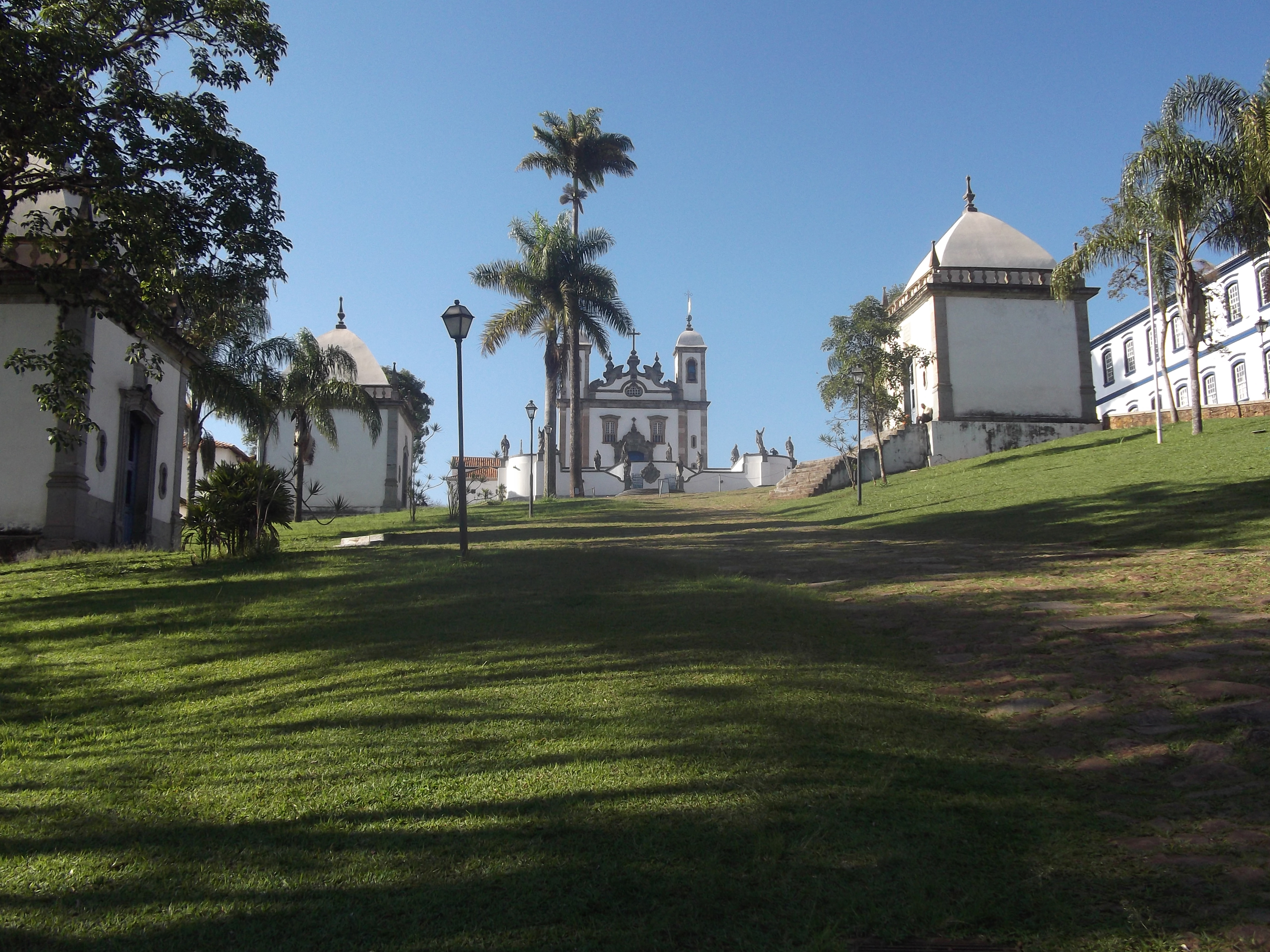
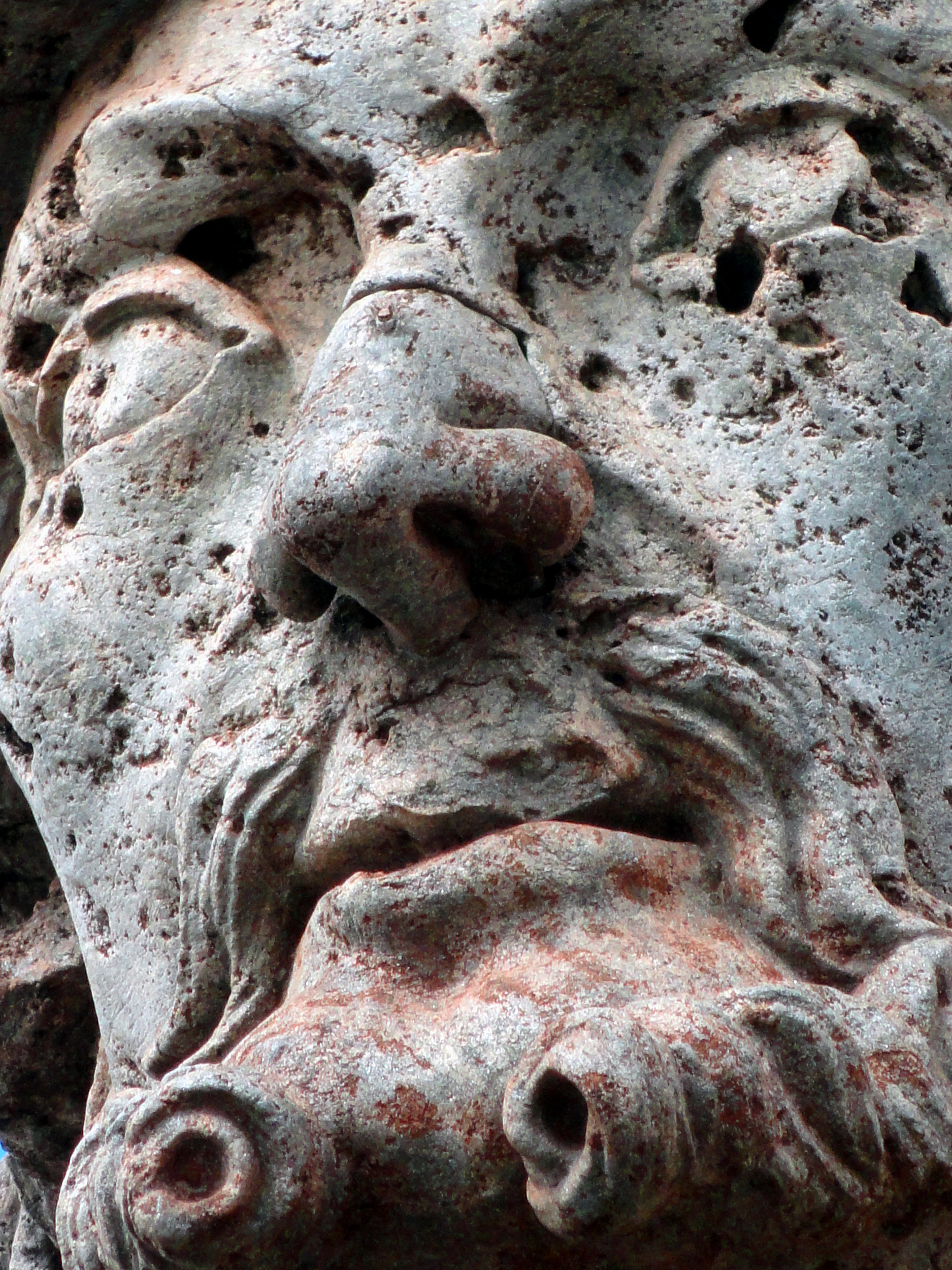
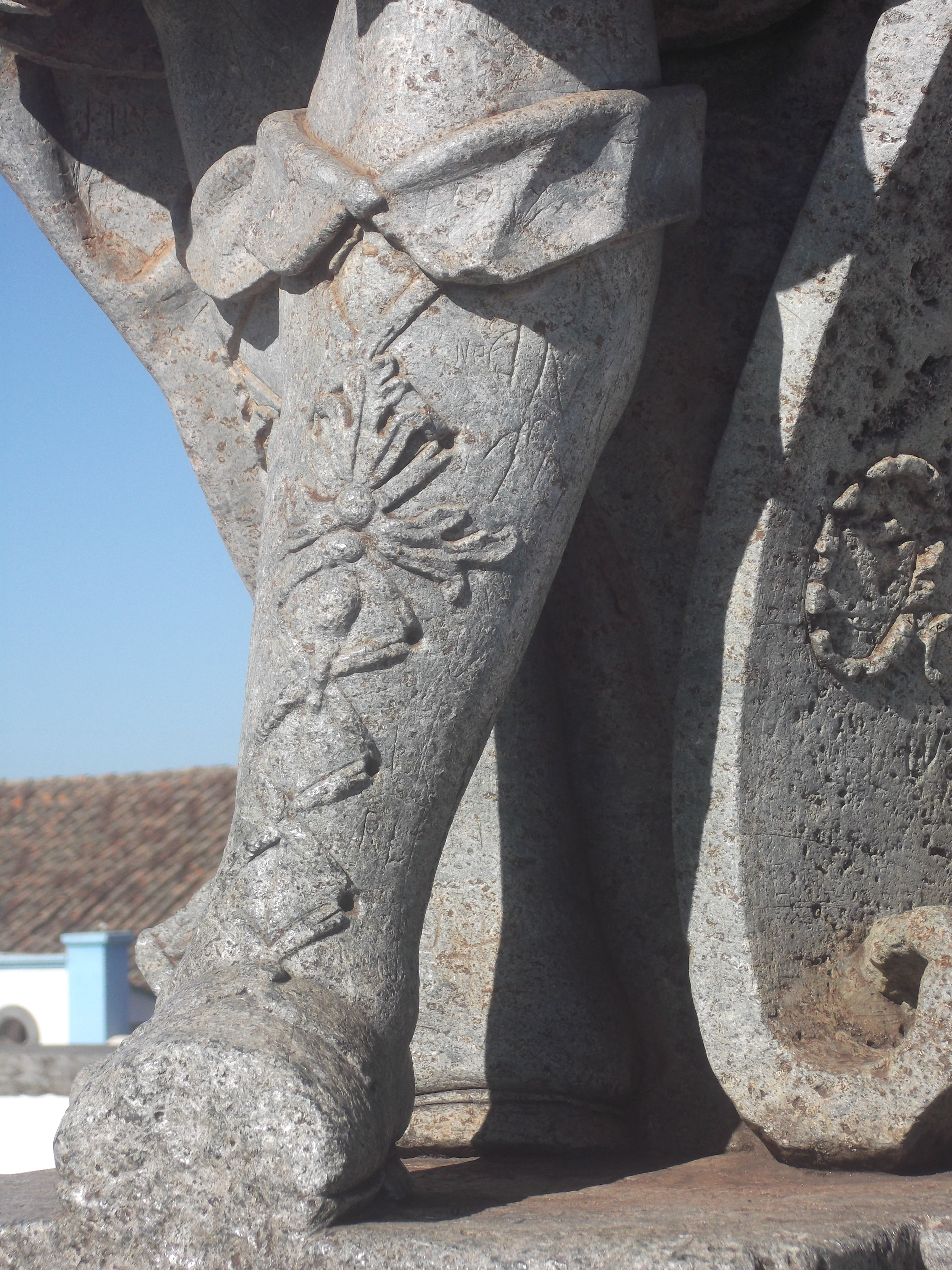

- 第1小堂: 最后的晚餐（Última Ceia）
- 第2小堂: 客西马尼园的祈祷（Agonia no Getsêmani）
- 第3小堂: 耶稣被捕（Prisão de Jesus）.
- 第4小堂: 鞭打耶稣（Flagelação de Jesus）与嘲弄耶稣（Zombaria com Jesus）.
- 第5小堂: 耶稣背十字架（Jesus carregando a cruz)
- 第6小堂: 耶稣钉十字架（Crucificação de Jesus）